# Аурелија Фрик
Аурелија Сесилија Катерина Фрик, позната по њеном скраћеном имену Аурелија Фрик (Санкт Гален, 19. септембар 1975) лихтенштајнска је политичарка швајцарског порекла и министарка иностраних послова, просвете и културе Лихтенштајна од 2009. до 2019. године.

## Биографија
Рођена је 19. септембра 1975. у Санкт Галену. Од 1995. до 1999. је студирала право на Универзитету у Фрибургу. У адвокатску комору Кантона Цирих је примљена 2004. Године 2005. је докторирала право на Универзитету у Базелу са тезом „Престанак мандата”, а правосудни испит је положила у Кантону Цирих. Радила је у адвокатској фирми у Цириху, затим као правни директор у компанији за људске ресурсе са седиштем у Лондону и као ревизор 2001—2003. у окружном суду у Цириху у области грађанског, радног, станарског и кривичног права. Од новембра 2006. је радила као консултант за компанију за тражење руководилаца Bjørn Johansson Associates. Повремено је радила као ванредни професор на Универзитету у Лихтенштајну. Започела је своју независну саветодавну праксу у UNLOCK Advisory у Вадуцу након оставке на место министарке. Члан је Напредне грађанске партије у Лихтенштајну, са тридесет и четири године је именована у ресор министарства иностраних послова, просвете и културе након парламентарних избора у Лихтенштајну у марту 2009. године. Постала је један од пет министара Лихтенштајна и једна од две жене у кабинету. Од ње се очекивало да, по именовању, настави са реформама грађанског и кривичног права Лихтенштајна. Након парламентарних избора 2013. године је именована за директорку министарства иностраних послова, просвете и културе под новом владом премијера Адријана Хаслера. Парламент Лихтенштајна је 2. јула 2019. закључио предлог за изгласавање неповерења Аурелији Фрик. Након што је владајући принц Алојз од Лихтенштајна истог дана потврдио њену смену Фрик је изгубила функцију министарке у влади. Године 2011. се удала за швајцарског финансијера и бившег банкара Оливера Муглија са којим има двоје деце и живи у Вадуцу.